# آمازون نوک‌زرد
آمازون نوک‌زرد (نام علمی: Amazona collaria) نام یک گونه از سرده طوطی آمازون است.